# 绍斯波特 (纽约州)
绍斯波特（英語：Southport）是美国纽约州希芒县的一个镇，地处希芒县西南角，同时位于埃尔迈拉西南。2010年美国人口普查时，该镇有10940人。最早的定居者于1788年左右到达此地。1822年，绍斯波特镇正式建立。